# Xian Dongmei
Xian Dongmei (n. 15 septembrie 1975, Sihui⁠(d), Guangdong, Republica Populară Chineză) este o sportivă ce a reprezentat Republica Populară Chineză, medaliată olimpică. A participat la 2 ediții ale Jocurilor Olimpice (2004, 2008) în care a câștigat două medalii de aur.